# Farah Touchi
Farah Touchi (9 de junio de 1973) es una deportista francesa que compitió en lucha libre. Ganó una medalla de bronce en el Campeonato Mundial de Lucha de 1997 y cuatro medallas en el Campeonato Europeo de Lucha entre los años 1997 y 2000.

## Palmarés internacional
| Campeonato Mundial | Campeonato Mundial         | Campeonato Mundial | Campeonato Mundial |
| Año                | Lugar                      | Medalla            | Categoría          |
| ------------------ | -------------------------- | ------------------ | ------------------ |
| 1997               | Clermont-Ferrand (Francia) | Medalla de bronce  | 46 kg              |
| Campeonato Europeo |                            |                    |                    |
| Año                | Lugar                      | Medalla            | Categoría          |
| 1997               | Varsovia (Polonia)         | Medalla de oro     | 46 kg              |
| 1998               | Bratislava (Eslovaquia)    | Medalla de bronce  | 46 kg              |
| 1999               | Götzis (Austria)           | Medalla de bronce  | 46 kg              |
| 2000               | Budapest (Hungría)         | Medalla de plata   | 46 kg              |